# SMS Hessen
Pour les autres navires du même nom, voir Hessen (navire).
Le SMS Hessen est un cuirassé pré-dreadnought de la classe Braunschweig lancé en 1903. Ses sister-ships sont les SMS Braunschweig, SMS Elsaß, SMS Preußen et SMS Lothringen. Il a appartenu à la Kaiserliche Marine, jusqu'en 1918, puis a servi dans la Reichsmarine de 1925 à 1934, puis a servi de navire-cible, et enfin a été livré à la marine soviétique en 1946.

## Service
Le navire a été bâti, pour un coût de 23 900 000 marks-or, par l'arsenal Germania de Kiel, mis sur quille le 15 avril 1902, lancé le 18 septembre 1903 et mis en service le 19 mai 1905 en tant que navire de ligne. Il a été baptisé par la princesse Henri de Prusse, née princesse Irène de Hesse-Darmstadt, sœur de l'impératrice Alexandra Fiodorovna. Sa ligne de flottaison est de 126 m. Il est armé de quatre canons de 28 cm en tourelles jumelles, de quatorze canons de 17 cm, de dix-huit canons de 8,8 cm et de six lance-torpilles de 45 cm.
Le SMS Hessen est affecté à la IIe escadre de la Hochseeflotte, le 4 mars 1906. Il participe régulièrement aux manœuvres habituelles, entre 1906 et 1914 et croise dans différentes eaux (Norvège, Baltique, Canaries, Espagne). Il est impliqué dans deux accidents : le premier pendant les manœuvres d'automne 1911, quand il heurte et coule un navire de charge danois, près de Bülk ; le second, pendant sa croisière de l'été 1912, lorsqu'il heurte un torpilleur, le G 110, dans la mer Baltique, ce qui provoque la mort de trois hommes d'équipage du torpilleur. Il devient brise-glace à partir de février 1912 dans la mer Baltique.
Au déclenchement de la Première Guerre mondiale, il est jugé comme dépassé, ainsi que ses sister-ships et les navires de la classe Deutschland. C'est donc le SMS König qui le remplace comme cuirassé de première ligne à partir du 26 août 1914.

### Première Guerre mondiale

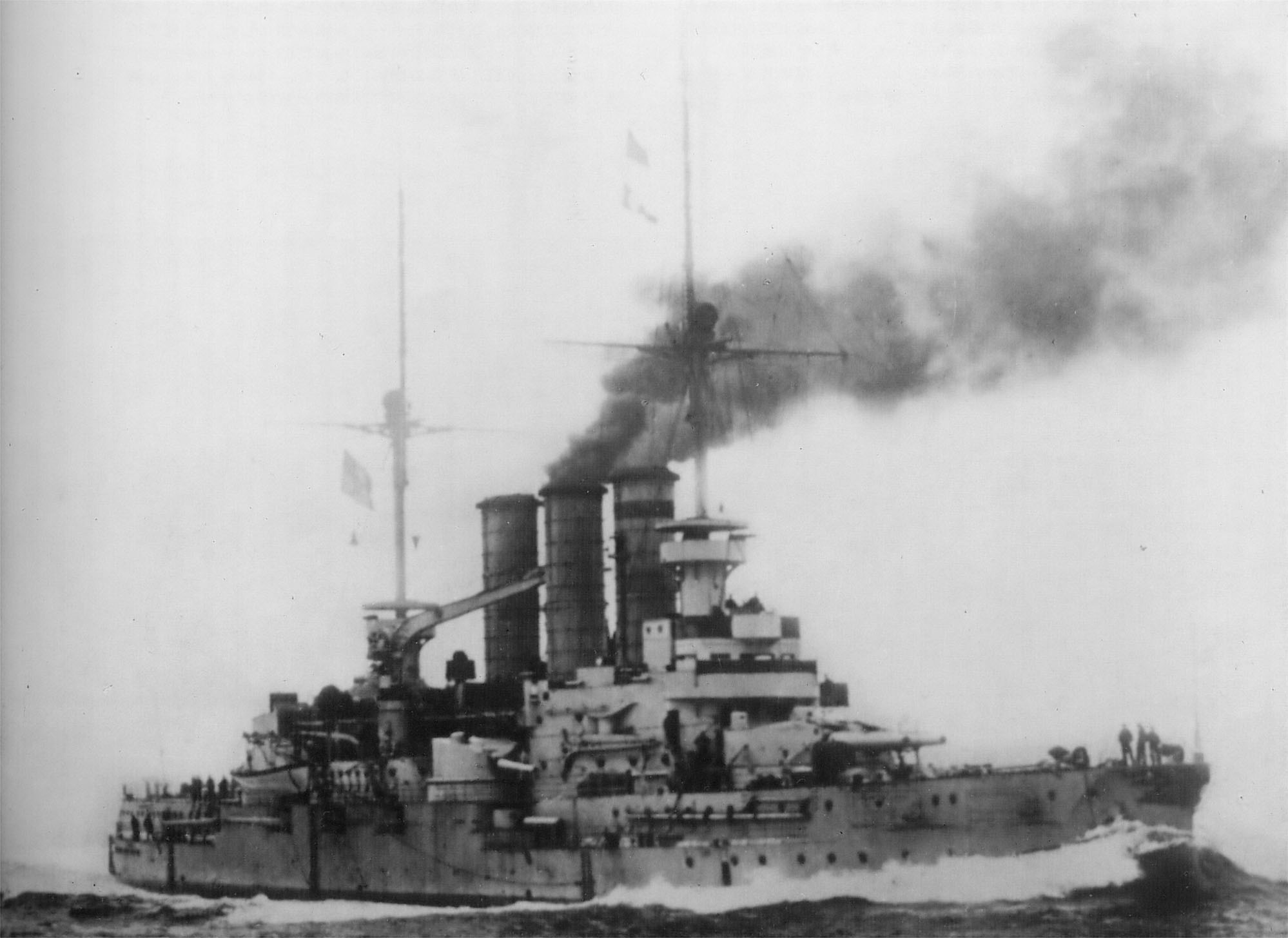
Le SMS Hessen en pleine mer

Le SMS Hessen demeure en service actif, lorsque la guerre éclate, au sein de la IIe escadre. Il stationne à l'embouchure de l'Elbe et assure des missions de surveillance dans la Baltique régulièrement. Son escadre n'est pas en contact avec l'ennemi. À partir du 5 avril 1916, elle patrouille dans le Sund. C'est le seul navire de sa classe qui prend part à la bataille du Jutland, les 31 mai et 1er juin 1916, sous le commandement du Kapitän zur See Rudolf Bartels. Avec cinq navires de la classe Deutschland, ils forment en plus du Hessen la IIe escadre, commandée par le vice-amiral Mauve, à la fin de la Hochseeflotte. Ces six navires sont les seuls pré-dreadnoughts à être engagés dans cette bataille. Ils ont de la peine à tenir la vitesse du reste de la flotte et sont dépassés, lorsque commencent les combats. L'amiral de la flotte, Scheer, ordonne de faire une manœuvre à 180 degrés, s'assurant que les vieux navires ne demeurent en arrière. À 21 heures 25, les navires sont pris sous les feux de la flotte anglaise, sans que du côté allemand les navires ennemis ne soient clairement repérés. Seuls le Hessen, le Deutschland et le Hannover parviennent à répondre avec respectivement vingt, huit et quatre tirs. Le Schleswig-Holtein, qui n'a pas le temps de tirer, essuie un tir ennemi qui tue trois hommes d'équipage et fait plusieurs blessés. Au petit matin, les Britanniques poursuivent l'assaut. Le Hessen évite une torpille, mais le Pommern est coulé avec son équipage. Le Hessen sort sans dommage de la bataille.
À partir de décembre 1916, le cuirassé sert de navire cible dans la Baltique pendant une courte période. Il est de retour à l'arsenal de Kiel le 12 décembre, et désarmé. Il est mis hors service, le 18 janvier 1917, et il sert de casernement, jusqu'à la fin de la guerre, de la 1re flottille de sous-marins de Brunsbüttel.

### Reichsmarine
Jugé obsolète et incapable de participer à une quelconque bataille, les puissances victorieuses ne s'intéressent pas à son sort, après le traité de Versailles. Il est toutefois intégré à la Reichsmarine avec ses sister-ships et quatre navires de la classe Deutschland. Le SMS Hannover et le SMS Braunschweig reprennent du service en 1921 sans avoir été modernisés, et le SMS Elsaß suit en 1924. Le Hessen, quant à lui, est remis en service, le 5 janvier 1925. Ses canons de 8,8 cm sont réduits à quatre. Par la suite, il est armé en plus de deux lance-torpilles de 50 cm, et, en 1931, ses canons de 17 cm sont réduits à douze.
Le cuirassé sert désormais de navire-école et entreprend plusieurs voyages de formation : en juin 1925 dans les eaux norvégiennes; au début de 1926 vers Libau et Tallinn et en mai-juin il prend part à la première croisière d'envergure de la Reichsmarine en Méditerranée. Il visite Port Mahon, Carthagène et Vigo. En 1927, c'est un voyage encore plus lointain avec les visites des Canaries des îles du Cap-Vert et de Lisbonne. Sa visite (avec le torpilleur T 90) en juillet 1927, en tant que première visite d'un bateau de guerre allemand, à la ville libre de Dantzig, après la Première Guerre mondiale, constitue un événement retentissant de l'Allemagne d'entre-les-deux-guerres. Il croise de nouveau en Norvège en 1928, et participe en 1929 à la croisière de la flotte, qui comprend quatre navires de ligne, neuf nouveaux et quatre anciens torpilleurs, et qui met le cap sur le nord de l'Espagne. Le Hessen jette l'ancre à Caraminal, dans la baie d'Arosa, à Villagarcia et à El Ferrol. Il croise de nouveau à la fin de l'été dans la Baltique, accompagné du Schleswig-Holstein, de dix-huit torpilleurs, six dragueurs de mines et tenders. Les deux navires de ligne et six torpilleurs continuent ensuite leur croisière, jusqu'à Stockholm, où ils jettent l'ancre du 30 août au 5 septembre.
Les changements d'organisation de 1930 au sein de la Reichsmarine provoquent la réunion à Kiel des quatre navires de ligne, sous le commandement d'un « commandant des navires de ligne ». Le voyage de la flotte du 2 avril au 18 juin s'effectue vers l'Espagne et en Méditerranée. Tous les navires visitent Vigo, et ensuite le Hessen Alicante, puis, avec le Schleswig-Holstein, Palerme et Syracuse. Ensuite le Hessen visite Venise et rejoint le Schleswig-Holstein et le Schlesien devant Corfou. Ils retournent ensuite à Palma de Majorque, puis le Hessen jette l'ancre à Alicante et à Cadix. Il est à Kristiansand en automne. L'année suivante, la flotte est en Norvège. Le Hessen visite Visby en 1932 et du 6 au 12 juillet Oslo avec le Schleswig-Holstein. Il est de retour à Dantzig en automne. Le voyage annuel de la flotte de 1933 s'effectue encore en Espagne, puis le Hessen visite Tallinn. Celui de 1934 se passe en Norvège, où le Hessen s'arrête à Bergen et à Sognefjord.
Le Hessen est mis hors service, le 12 novembre 1934 et remplacé par le cuirassé Admiral Scheer.

### Navire cible

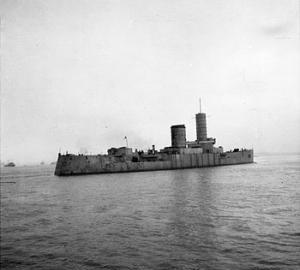
Le Hessen en 1946

Le Hessen devient navire cible et il est transformé (il est notamment allongé de dix mètres et sa vitesse est portée à 20 nœuds). En 1937, la Kriegsmarine remplace la Reichsmarine. Son équipage en tant que navire cible est réduit à quatre-vingts hommes et il effectue des exercices réguliers, jusqu'en 1939.

### Marine soviétique
L'URSS victorieuse obtient le Hessen et son bateau-pilote, le Blitz. Au début de l'année 1946, les navires sont conduits, ainsi que le croiseur léger Nürnberg, le destroyer Erich Steinbrinck et les torpilleurs T 33 et T 107, à Liepaja (l'ancienne Libau). Le Hessen est renommé Tsel (le but, en russe), puis les équipages des six navires allemands sont ramenés en Allemagne par le ravitailleur de sous-marins Otto Wünsche, lui-même livré à l'URSS. Le Tsel-Hessen est détruit au début des années 1960.

## Données techniques
- Longueur: 127,7 m
- Largeur: 22,2 m
- Tirant d'eau: 8,16 m
- Déplacement: 14 394 t
- Vitesse: 18,2 nœuds

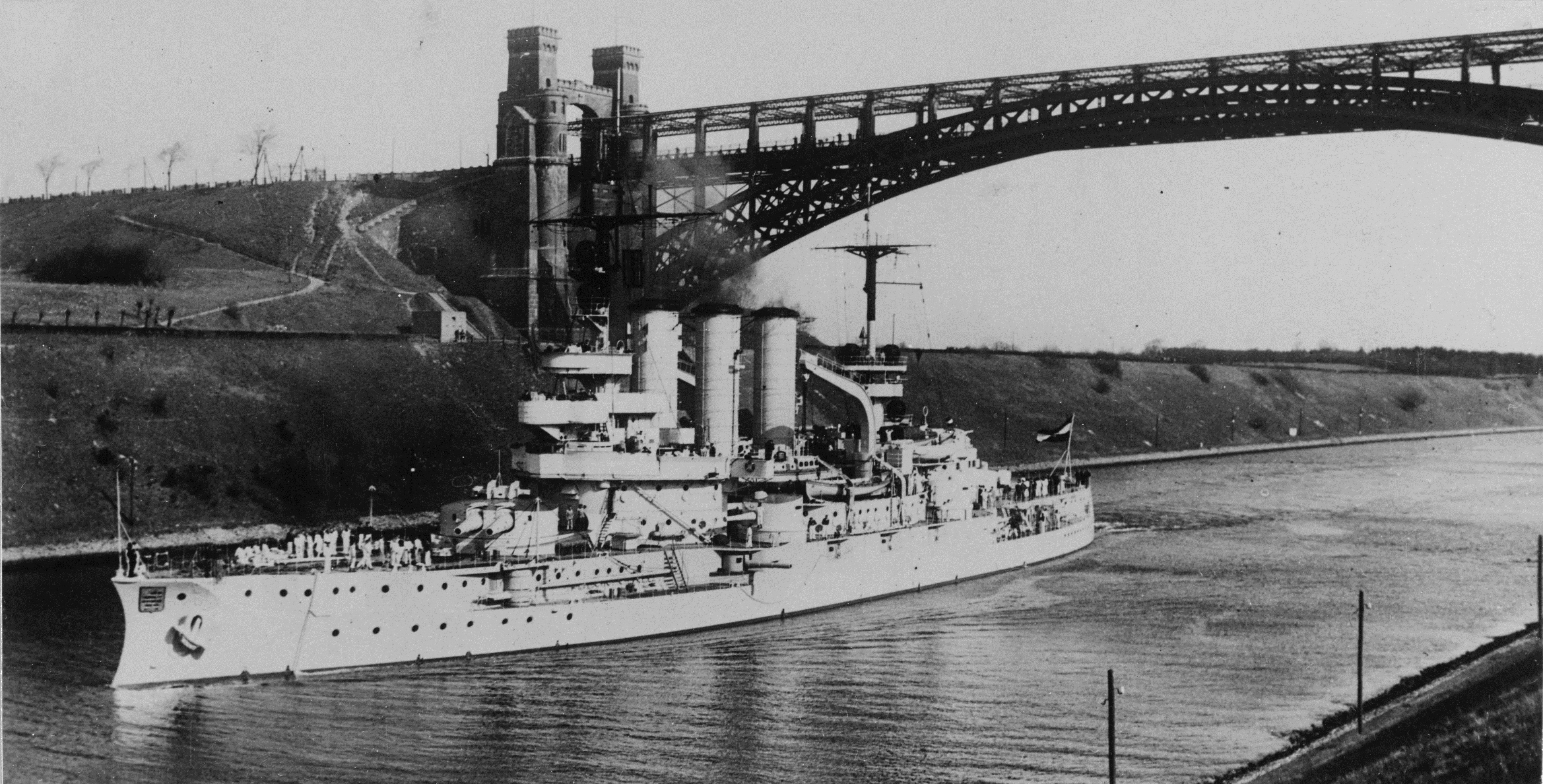
Photographie du SMS Hessen sur le canal de l'Empereur-Guillaume, passant sous le haut-pont de Levensau

- Équipage: 35 officiers et 708 hommes d'équipage

## Commandants de bord
- 19 septembre 1905 - septembre 1906: Kapitän zur See Carl Derzewski (de)
- Septembre 1906: capitaine-lieutenant Max Lans (de)
- Septembre 1906 - septembre 1908: Kapitän zur See Karl Dick (de)
- Septembre 1908 - septembre 1910: Kapitän zur See Erhardt Schmidt
- Septembre 1910 - décembre 1911: Kapitän zur See Friedrich von Kühlwetter (de)
- Décembre 1911 - janvier 1912: korvettenkapitän Adalbert Zuckschwerdt
- Janvier 1912 - septembre 1915: Kapitän zur See Hans Küsel (de)
- Septembre 1915 - juillet 1916: Kapitän zur See Rudolf Bartels (de)
- Juillet - septembre 1916: Kapitän zur See Max Lans
- Septembre 1916: Kapitän zur See Ernst Ewers
- Septembre 1916 - 18 janvier 1917: Kapitän zur See Max Lans
- 6 janvier 1925 - avril 1926: Kapitän zur See Karl Klüpfel (de)
- Avril 1926 - septembre 1927: Kapitän zur See Ernst Junkermann (de)
- Septembre 1927 - septembre 1928: Kapitän zur See Emil Heusinger von Waldegg (de)
- Septembre 1928 - septembre 1930: fregattenkapitän, puis Kapitän zur See Otto Feige (de)
- Septembre 1930 - 26 septembre 1932: Kapitän zur See Willy von Nordeck (de)
- 27 septembre 1932 - 2 octobre 1933: Kapitän zur See Rolf Carls
- 3 octobre 1933 - septembre 1934: Kapitän zur See Hermann Boehm
- Septembre - octobre 1934: Kapitän zur See Wilhelm Marschall

## Notes

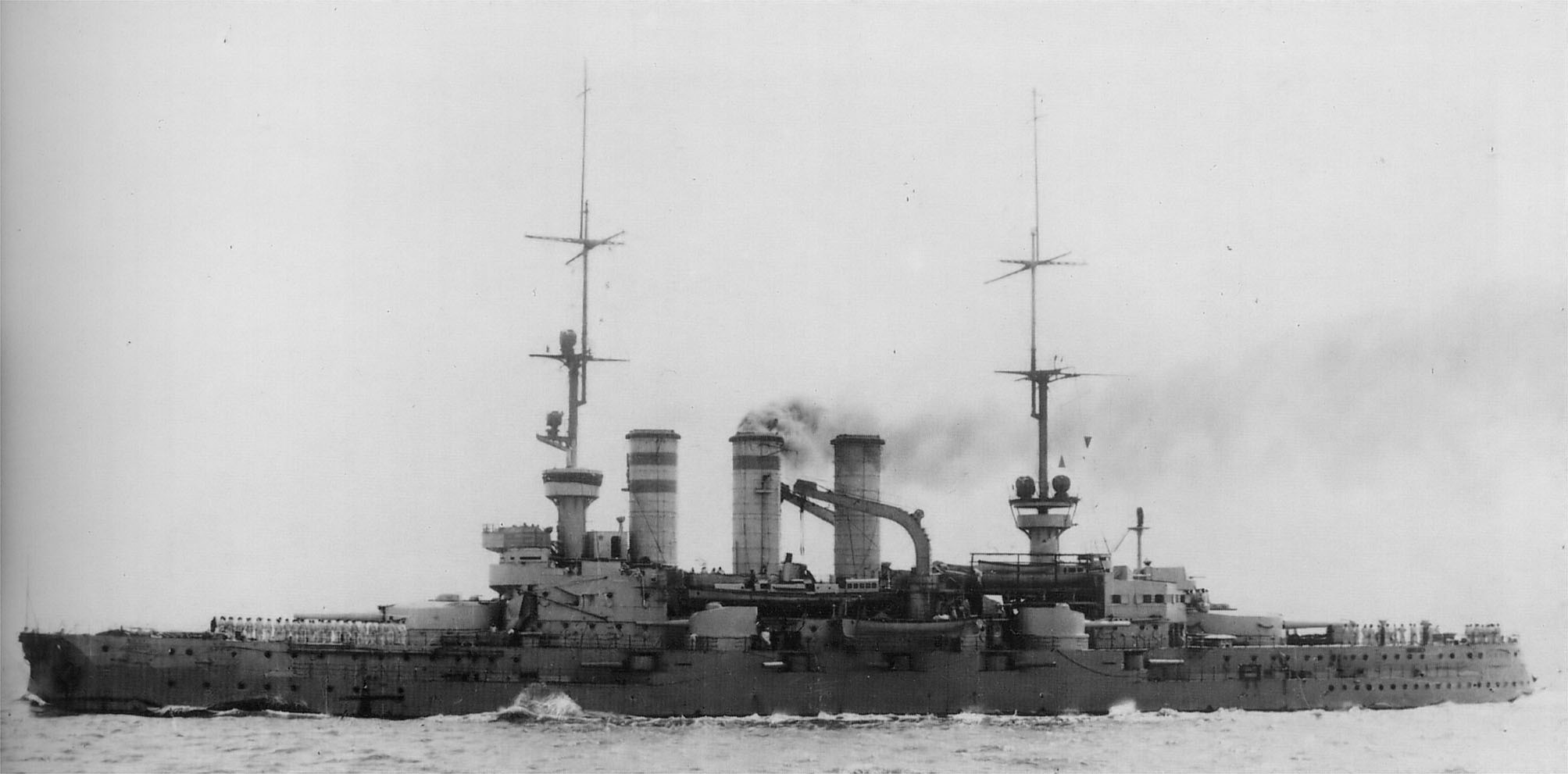
Vue de côté du SMS Hessen